# Џони О’Брајант
Џони Ли О’Брајант III (енгл. Johnny O'Bryant III; Кливланд, Мисисипи, 1. јун 1993) амерички је кошаркаш. Игра на позицијама крилног центра и центра, а тренутно је без ангажмана.

## Каријера

### Колеџ
О’Брајант је од 2011. до 2014. године одиграо три сезоне за ЛСУ тајгерсе, кошаркашки тим Универзитета Луизијана Стејт. За Тајгерсе је током те три сезоне уписао 91 наступ, а просечно је по утакмици постизао 12,7 поена, хватао 7,7 скокова и прослеђивао 1,3 асистенције. Тек је четрнаести играч који је у дресу овог тима успео да постигне више од 1.000 поена и 700 скокова. У сезонама 2012/13. и 2013/14. биран је за члана прве поставе идеалног тима SEC конференције.

### Клупска
На НБА драфту 2014. године је изабран као 36. пик од стране Милвоки бакса. У Екипи Бакса се потом задржао две сезоне. Играо је у НБА лиги и за екипе Денвера и Шарлота, а европски део каријере започео је у екипи Макабија током 2018. године. Након тога је наступао за екипу Локомотиве Кубањ у сезони 2019/20.
Дана 19. октобра 2020. године потписао је једногодишњи уговор са Црвеном звездом. Освојио је са клубом Куп Радивоја Кораћа 2021. у Новом Саду. Дана 21. фебруара 2021. је раскинуо уговор са Црвеном звездом, након чега је потписао за Турк Телеком до краја сезоне.

## Успеси

### Клупски
- Макаби Тел Авив:
  - Суперлига Израела (1): 2018/19.

- Црвена звезда:
  - Куп Радивоја Кораћа (1): 2021.

### Појединачни
- Ол-стар утакмица НБА развојне лиге (1): 2017.